# Dębina (rejon skolski)
Dębina (ukr. Дубина) – wieś na Ukrainie, w obwodzie lwowskim, w rejonie stryjskim (do 2020 roku w rejonie skolskim).